# Alpenländer

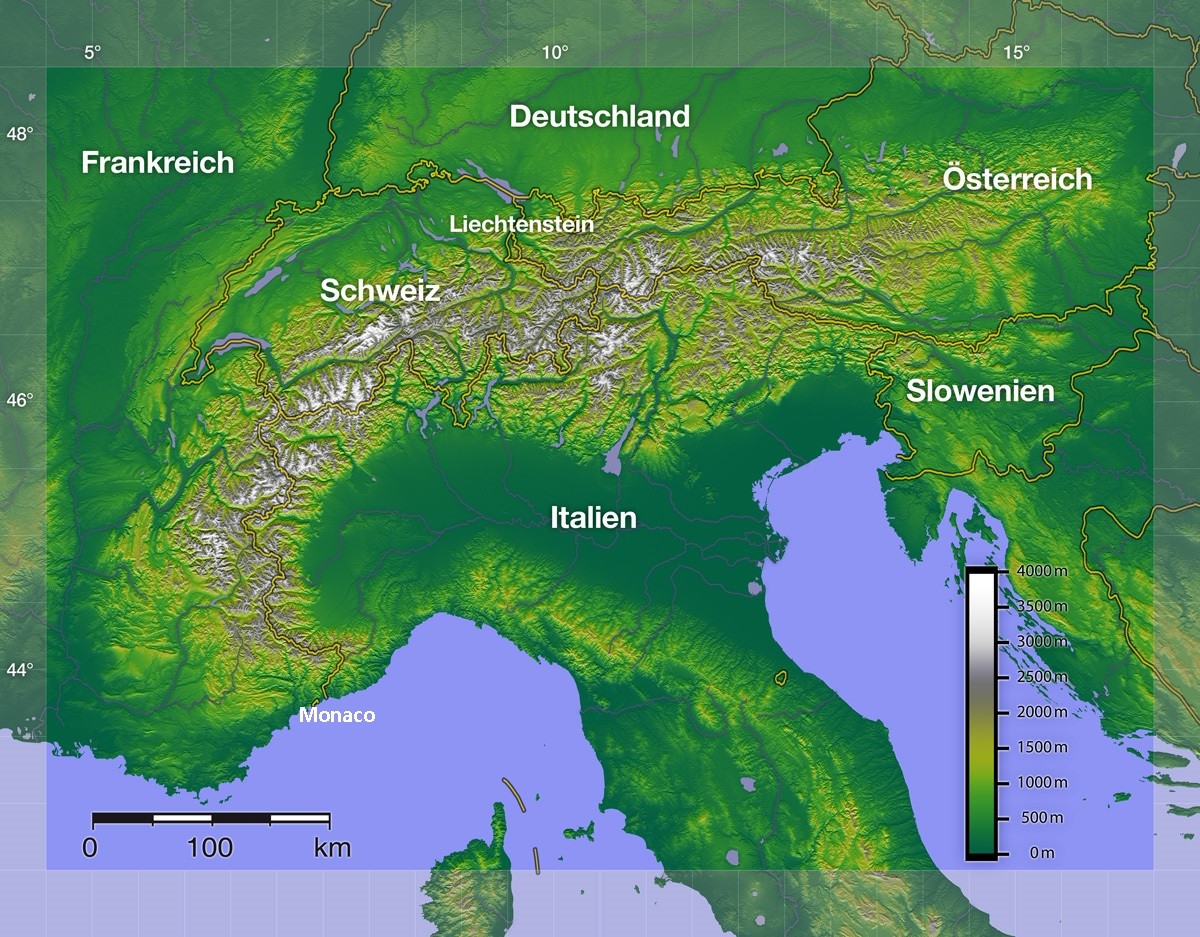
Staaten im Alpenraum

Alpenländer sind Länder, die teilweise oder vollständig zum Alpenraum gehören. Die Begriffe Alpenstaat und Alpenanrainerstaat bezeichnen die entsprechenden Staaten und werden oft gleichbedeutend gebraucht. Nach einem anderen Verständnis gehört bei einem Alpenland bzw. Alpenstaat ein relativ großer Teil seiner Fläche zu den Alpen, bei einem Alpenanrainerstaat ein geringerer Teil seiner Fläche.
Alle acht Alpenstaaten haben 1991 die sogenannte Alpenkonvention zum Schutz und der nachhaltigen Entwicklung der Alpen unterzeichnet. In diesen Staaten liegen insgesamt 6200 Gemeinden und etwa 100 NUTS3-Regionen in den Alpen.
1972 schlossen sich 10 Verwaltungseinheiten der Länder  Österreich, Deutschland, Italien und Schweiz in der Arbeitsgemeinschaft Alpenländer (Arge Alp) zur grenzüberschreitenden Zusammenarbeit zusammen.

## Landesflächen und Alpenfläche

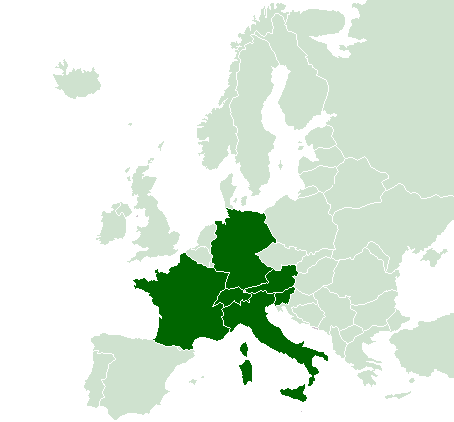
Alpenländer in Europa

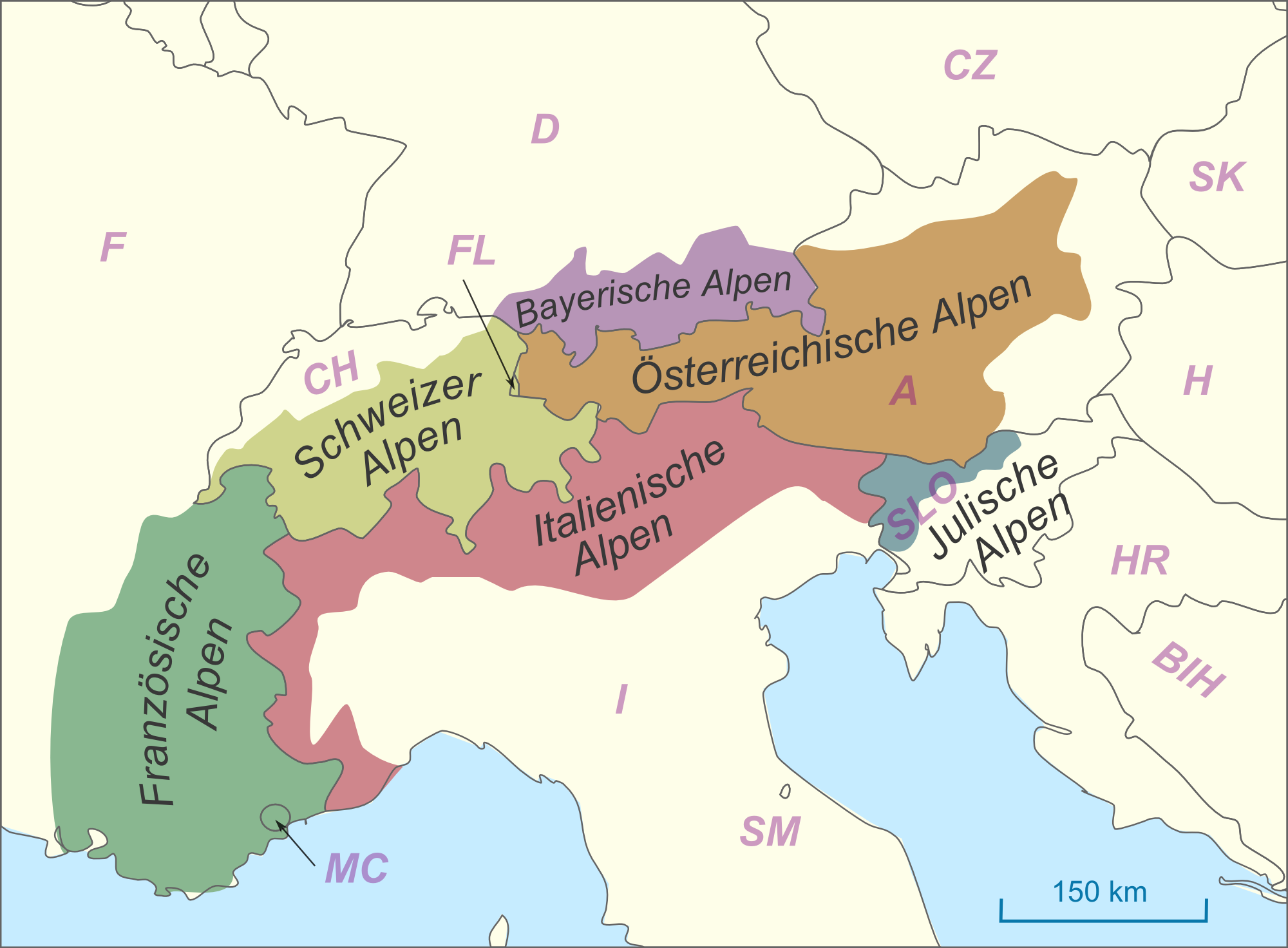
Alpenregionen nach Staaten

Die statistische Rangfolge hängt von den betrachteten Werten ab. Ein großes Land kann bedeutende Anteile an den Alpen haben, auch wenn diese nur einen geringen Anteil seiner Fläche einnehmen. Nochmals ein anderes Bild ergibt sich bei der Betrachtung der Bevölkerungsanteile.
- Der in den Alpen liegende Teil der Schweiz und von Slowenien beträgt jeweils mehr als 40 % der Landesfläche, in Österreich sind es sogar über 60 %, wobei dort ca. die Hälfte aller Einwohner in den Alpen lebt (das sind knapp ein Drittel aller Alpenbewohner), in Slowenien ein Drittel und in der Schweiz ein Viertel (etwa ein Achtel der Alpenbewohner).
- Der einzige Alpenstaat, der vollständig in den Hochalpen liegt, ist das Fürstentum Liechtenstein. Das Fürstentum Monaco liegt zwar ebenfalls gänzlich in der Großregion der Alpen, verfügt aber über keinerlei nennenswerte Erhebungen. Beide haben durch die geringe Staatsfläche kaum Anteil an Fläche und Bevölkerung des Alpenraums.
- Österreich, Italien und Frankreich haben bedeutende Anteile an den Alpen. Die alpinen Teile dieser Länder machen zusammen 77 % der Fläche des Alpenraums aus, drei Viertel der Bevölkerung der Alpen (über 10 Mio.) leben in diesen drei Staaten. Im Gegensatz zu Österreich sind die Alpen aber in den beiden größeren Staaten nur zu einem kleinen Teil an der Landesfläche beteiligt (Italien 17 %, Frankreich 7 %).
- Den geringsten Anteil an der Fläche und Bevölkerung des Staates (3 bzw. 2 %) haben die alpinen Gebiete Deutschlands.

Zu Ungarn und Kroatien: Die Alpen erstrecken sich im naturräumlich-geologischen Sinne bis über die österreichische Ostgrenze hinaus (Ödenburger Gebirge, Günser Gebirge), so dass auch Ungarn mit etwa 20 km² Anteil an den Alpen hat. Zu den Alpenstaaten wird es im Allgemeinen nicht gezählt. Dasselbe gilt für Kroatien – in manchen, heute als veraltet geltenden Alpengliederungen (Partizione delle Alpi 1926) werden auch Istrien und der Karst zu den Alpen gerechnet.

## Tabelle
| Staat         | Alpenfläche in km² | Alpenfläche in % | Alpen- bevölkerung | Alpen- bevölkerung in % | Alpenanteil am Gesamtstaat: Fläche | Alpenanteil am Gesamtstaat: Bevölkerung | Reihen- folge N/S | Reihen- folge W/O |
| ------------- | ------------------ | ---------------- | ------------------ | ----------------------- | ---------------------------------- | --------------------------------------- | ----------------- | ----------------- |
| Deutschland   | 11.100 (1)         | 5,8              | 1.380.000          | 10,1                    | 3                                  | 2                                       | 2                 | 6                 |
| Frankreich    | 40.800 (2)         | 21               | 2.450.000          | 18,0                    | 7                                  | 4                                       | 7                 | 1                 |
| Italien       | 52.000             | 27               | 4.100.000          | 30,1                    | 17                                 | 7                                       | 5                 | 3                 |
| Liechtenstein | 160                | 0,08             | 35.000             | 0,2                     | 100                                | 100                                     | 4                 | 5                 |
| Monaco        | 2                  | 0,001            | 33.000             | 0,1                     | 100                                | 100                                     | 8                 | 2                 |
| Österreich    | 54.600             | 29               | 4.010.000          | 29,4                    | 65                                 | 50                                      | 1                 | 7                 |
| Schweiz       | 24.850             | 13               | 1.740.000          | 12,8                    | 60                                 | 23                                      | 3                 | 4                 |
| Slowenien     | 6.800              | 3,5              | 640.000            | 4,7                     | 40                                 | 32                                      | 6                 | 8                 |
| Gesamt        | 190.900 ∗          | 100              | 13.600.000 ∗∗      | 100,0                   | –                                  | –                                       | –                 | –                 |

Quellen: EURAC/Agralp, berggenuss.de; Bezugsdaten: Werte des Vertragsgebiets der Alpenkonvention, Stand 10. April 2008
Legende:
- Alpenfläche in km²: Fläche des Staates im Raum der Alpen
- Alpenfläche in %: Anteil an der Gesamtfläche der Alpen ∗
- Alpenbevölkerung:  Zahl der Einwohner, die in den Alpen leben ∗∗
- Alpenbevölkerung in %: Anteil an der Gesamtbevölkerung der Alpen ∗
- Alpenanteil am Gesamtstaat – Fläche:  Anteil des Staatsgebiets, das in den Alpen liegt ∗
- Alpenanteil am Gesamtstaat – Bevölkerung: Anteil der Bevölkerung, die in den Alpen lebt (dieser Wert ist kleiner als der Alpenanteil nach Fläche, was die geringere Siedlungsdichte in den Alpen anzeigt)
- Reihenfolge N/S: Reihenfolge von Nord nach Süd, jeweils ab dem Alpenrand
- Reihenfolge W/O: Reihenfolge von West nach Ost, jeweils ab dem Alpenrand

∗ Werte gerundet
∗∗ Gesamtsumme nach EURAC/Agralp, Summe der Werte 14.362.000; 5 % Differenz
Bei den meisten Staaten decken sich Alpenraum nach AK und örtlicher Gebrauch, abweichend:
(1) Erholungslandschaft Alpen nach dem bayerischen Landesentwicklungsprogramm (LEP) bzw. Alpenplan: 5.400 km², 3 % 
(2) Die Einteilungen der Alpen geben den französischen Alpenraum im Allgemeinen deutlich größer an als die Alpenkonvention (Grenzen bis Valance, Marseille), andere Quellen geben 35.000 km² an